# Dear Snow
《Dear Snow》是嵐的第33枚單曲。日本於2010年10月6日發行。唱片公司為J Storm。

## 解說
- 與前作Løve Rainbow相距約1個月。為2010年的第五張單曲。
- 分初回限定盤、通常盤2種形態發售。初回限定盤僅收錄「Dear Snow」一曲，且附贈「Dear Snow」的PV及幕後製作花絮，通常盤則多收錄「タイムカプセル」以及2曲的原版卡拉OK一共4曲。
- 主打歌是成員二宮和也以及柴崎幸主演，電影『大奧』的主題曲。

### 主要紀錄
- 自「PIKA★★NCHI DOUBLE」以來連續第22張、共第29張冠軍作品。

## 收錄曲

### 通常版
1. Dear Snow
作詞：IORI / ISHU
作曲：Kohsuke Ohshima
編曲：宮野幸子 / 吉岡たく
2. 時空膠囊(タイムカプセル)
作詞・作曲・編曲：SIX
3. Dear Snow（Original Karaoke）
4. 時空膠囊(タイムカプセル)（Original Karaoke）

### 初回限定版

#### CD
1. Dear Snow

#### DVD
1. Dear Snow（PV+幕後花絮）